# Was keiner wagt
Was keiner wagt ist eine Ballade des Liedermachers Konstantin Wecker nach dem Gedicht des Theologen Lothar Zenetti.

## Inhalt
Das Lied fordert dazu auf, sich gegen die Haltung der Masse aufzulehnen. Man soll nicht gedankenlos die herrschende Meinung übernehmen, sondern sich ein eigenes Bild machen und gegebenenfalls zu einer anderen Äußerung kommen. Es fordert dazu auf, selbständig zu denken, neue Wege zu gehen und Offensichtliches zu hinterfragen.
Wecker ließ in seiner Vertonung Anfang und Ende des ursprünglichen Textes von Lother Zenetti weg: „Das Kreuz des Jesus Christus durchkreuzt, was ist, und macht alles neu“ und veränderte so die ursprünglich dezidiert christliche Deutung des Textes.

## Aufbau
Die drei Strophen sind in vier vorwiegend aus Jamben bestehende Verse eingeteilt. Dabei wechseln sich stumpfe und klingende Reime ab.
Das Reimschema besteht aus je einem Kreuzreim. In der ersten Strophe reimen sich zusätzlich die jeweils zweiten Hebungen.

## Musik

### Rhythmik
Es ist ein Viervierteltakt mit einem ruhigen Rhythmus, der durch einige Punktierungen aufgelockert wird. Der letzte Ton wird durch eine Synkope vorgezogen.

### Harmonik
Das Lied steht in G-Dur, wobei neben den anderen beiden Dur-Akkorden auch der parallele Moll-Akkord und die Doppeldominante verwendet werden, teils mit der Septime ergänzt.
Konstantin Wecker transponiert nach der ersten Strophe nach C-Dur, Reinhard Mey beginnt einen Ganzton höher und transponiert dann nur eine Quarte.

### Melodik
Der Tonumfang bleibt mit einer Septime knapp unterhalb der leicht singbaren Oktave, was das Transponieren als Steigerungsmöglichkeit erleichtert. Die Melodie beginnt mit dem gängigen Quartsprung. In der zweiten Hälfte wird auch die kleine Septime als Melodieton verwendet.

## Trivia
Der Text wird fälschlich häufig dem Heiligen Franz von Assisi zugeschrieben, die erste Strophe auch Johann Wolfgang von Goethe, allerdings immer, ohne eine Quelle zu nennen.

## Veröffentlicht
Das Lied ist unter anderem von folgenden Künstlern veröffentlicht worden:
- Konstantin Wecker, Zugaben – Live (2008)
- Reinhard Mey zusammen mit Konstantin Wecker, Mairegen (2010)
- Hannes Wader, Wecker & Wader (Live) (2010)[1]
- Hannes Wader, Nah dran (2012)